# Beilschmiedia microcarpa
Beilschmiedia microcarpa är en lagerväxtart som beskrevs av Sach.Nishida. Beilschmiedia microcarpa ingår i släktet Beilschmiedia och familjen lagerväxter. Inga underarter finns listade i Catalogue of Life.